# World of Warcraft: Wrath of the Lich King
„World of Warcraft: Wrath of the Lich King“ е разширение на MMORPG играта World of Warcraft и експанжъна – „The Burning Crusade“
Има разширяване на максимално достижимото ниво на героя до 80. Новите действащи лица, които ще бъдат включени в експанжъна ще бъдат: Garrosh Hellscream – сина на славния Hellscream, Lady Sylvanas – пълководката на Forsaken, Highlord Bolvar Fordragon, Brann Bronzebeard, Tirion Fordring and The Order of the Silver Hand, Rhonin, Anub'Arak, Arthas-The Lich King.

## Области
Континентът е известен като Northrend със столица Dalaran. Тук са и областите, на които се дели:
- 68 – 72 – Howling Fjord
- 68 – 72 – Borean Tundra
- 71 – 75 – The Dragonblight
- 73 – 76 – Zul'Drak
- 74 – 78 – Grizzly Hills
- 74 – 78 – Azjol-Nerub
- 75 – 80 – Sholazar Basin
- 77 – 80 – The Storm Peaks
- 77 – 80 – Icecrown Glacier
- Lake Wintergrasp – PvP

## Нововъведения в старите континенти
- Ще бъде добавена нова зона в Stormwind City-Stormind Harbor(стормуиндско пристанище), чрез което играчите от страната на Alliance-а ще могат да достигнат до Northrend. Също така пристанището ще води и до Auberdine (намира се в Darkshore), заменяйки корабът, който свързва Auberdine и Menethil Harbor(Wetlands).

- Ще бъдат преустроени кулите за цепелини в Tirisfal Glades и Durotar, така че да предоставят място за още 1 цепелин, водещ до Northrend.

- Ще бъде заменен безполезният Ring of Valor в Orgrimmar, като той ще бъде превърнат в работеща арена с нов вид препятствия, препречващи „гледката“ на играчите (line of sight). Подобен тип арена се очаква да бъде направена и в Каналите на новия град Dalaran, които впрочем ще имат отделна карта от тази на горната част на града.

- В столиците ще бъдат добавени нови фризьорски салони (barbershops), позволяващи на играчите да сменят прическите на героите си. Нови танци ще бъдат също добавени, но все още е неясно дали те ще бъдат достъпни за играчи, които не са закупили разширението на играта.

## Какво ново?
Нов клас ще бъде Death knight. Той ще започва от 55-о ниво в зоната Eastern Plaguelands и ще бъде достъпен, само когато притежавате друг герой минимум 55 level на дадения сървър (realm). От него ще може да се прави по един на сървър на акаунт. Всяка раса ще може да бъде Death Knight. Той използва руни и руническа сила (runic power), вместо познатите дотогава mana, energy и rage. Нова професия ще бъде „Inscription“, достъпна за всички играчи (учителите на професията се намират и в старите столици) до 375 skill, докато за хора достигнали 80 level максимума на професията ще е 450. Тя ще се използва за преправяне на уменията по различни начини, като някои от тях са само визуални (например Bear Form на Druid-a ще може да бъде направена бяла).